# تاکاهیرو کونیموتو
تاکاهیرو کونیموتو (انگلیسی: Takahiro Kunimoto؛ زادهٔ ۸ اکتبر ۱۹۹۷) بازیکن فوتبال اهل ژاپن است.
از باشگاه‌هایی که در آن بازی کرده‌است می‌توان به باشگاه فوتبال آویسپا فوکوئوکا اشاره کرد.